# Синайський півострів
Сина́йський піво́стрів — півострів на заході Азії, між Суецькою й Акабською затоками Червоного моря, частина території Єгипту. Площа півострова становить близько 60 тис. км².
На півдні — гори, складені гранітами, гнейсами, кристалічними сланцями, заввишки до 2637 м (гора Катерини, вища точка Єгипту), на північ поверхня знижується до 500—1000 м. Переважають сильно розчленоване кам'янисте плато — Егма і частина плато Ет-Тих. Уздовж Суецької затоки — вузька піщана низовина.

## Корисні копалини
Родовища нафти (Судр, Абу-Рудайс, Ет-Тур), марганцевої руди (Умм-Бугма).

## Клімат
Клімат перехідний від субтропічного до тропічного, спекотний, сухий, опадів менше 50 мм на рік.
Постійних річок немає, густа мережа ваді. Рослинність розріджена пустельна (напівчагарникова і трав'яниста — ефемери і ефемероїди). По сухих річищах — колючі чагарники і окремі дерева.

## Історія
Земля півострова була освоєна древніми єгиптянами ще в епоху Першої династії.
На території Синайського півострова відбувалися біблійні події, про котрі розповідається в книзі пророка Мойсея «Вихід». По горах і пустелях Синайського півострова Мойсей 40 років водив єврейський народ. На горі Синай Єгова дав Мойсею Десять заповідей.
З 1260 по 1518 рік територію контролювали єгипетські мамелюки, потім вона на кілька століть увійшла в склад Османської імперії.
У 1906 році півострів став частиною підконтрольного Великій Британії Єгипту. Тоді ж був проведений східний кордон території, що залишився дотепер кордоном між Єгиптом та Ізраїлем.
У 1948 році єгипетська армія через Синай вторглася в Ізраїль, але напад був відбитий.
Під час Суецької кризи в 1956 році ізраїльтяни, англійці та французи вторглися в Синай, щоби повернути Суецький канал під контроль Англії та Франції. Тиск зі сторони США і СРСР змусив їх піти.
У 1967 році в результаті Шестиденної війни ізраїльтяни окупували півострів; Суецький канал було закрито для проходження суден.
У 1973 році єгиптяни форсували Суецький канал і окупований Ізраїлем Синай. Ізраїль відкинув єгипетські війська назад.[джерело не вказане 2003 дні] Пізніше Ізраїль вивів свої війська, що знаходились західніше каналу.
У 1979 році, після підписання єгипетсько-ізраїльського мирного договору, Ізраїль почав поступово повертати півострів Єгипту, при цьому розібрав більшу частину своїх поселень, а решта дістались Єгипту (наприклад, поселення Офіра на півдні півострова стало нинішнім Шарм-еш-Шейхом). Весною 1982 року Ізраїль повністю пішов із Синаю.
На Синайському півострові розміщений православний Монастир святої Катерини. Серабіт ель-Хадім — свідчення того, що Синай був однаково гостинним домом як для древніх єгиптян, так і для інших народів. На Синайському півострові були знайдені зразки писемності набатеїв, протосинайської писемності. У Долині Арада зустрічаються Наваміс — поховання бронзового віку, схожі з дольменами.
З 2011 року на півострові активізувались ісламістські бойовики (див. Конфлікт на Синайському півострові).
31 жовтня 2015 року літак Airbus A321, що летів рейсом Шарм-ель-Шейх (аеропорт Офіра) — Санкт-Петербург (аеропорт Пулково), зазнав катастрофи над Синаєм. Загинуло 224 людини.

## Галерея

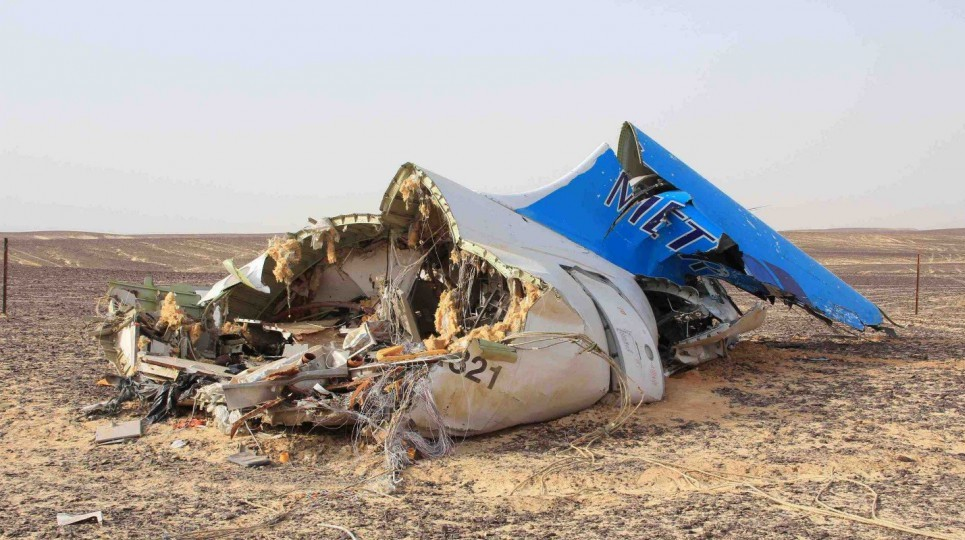
Катастрофа Airbus A321 31 жовтня 2015 року над Синайським півостровом

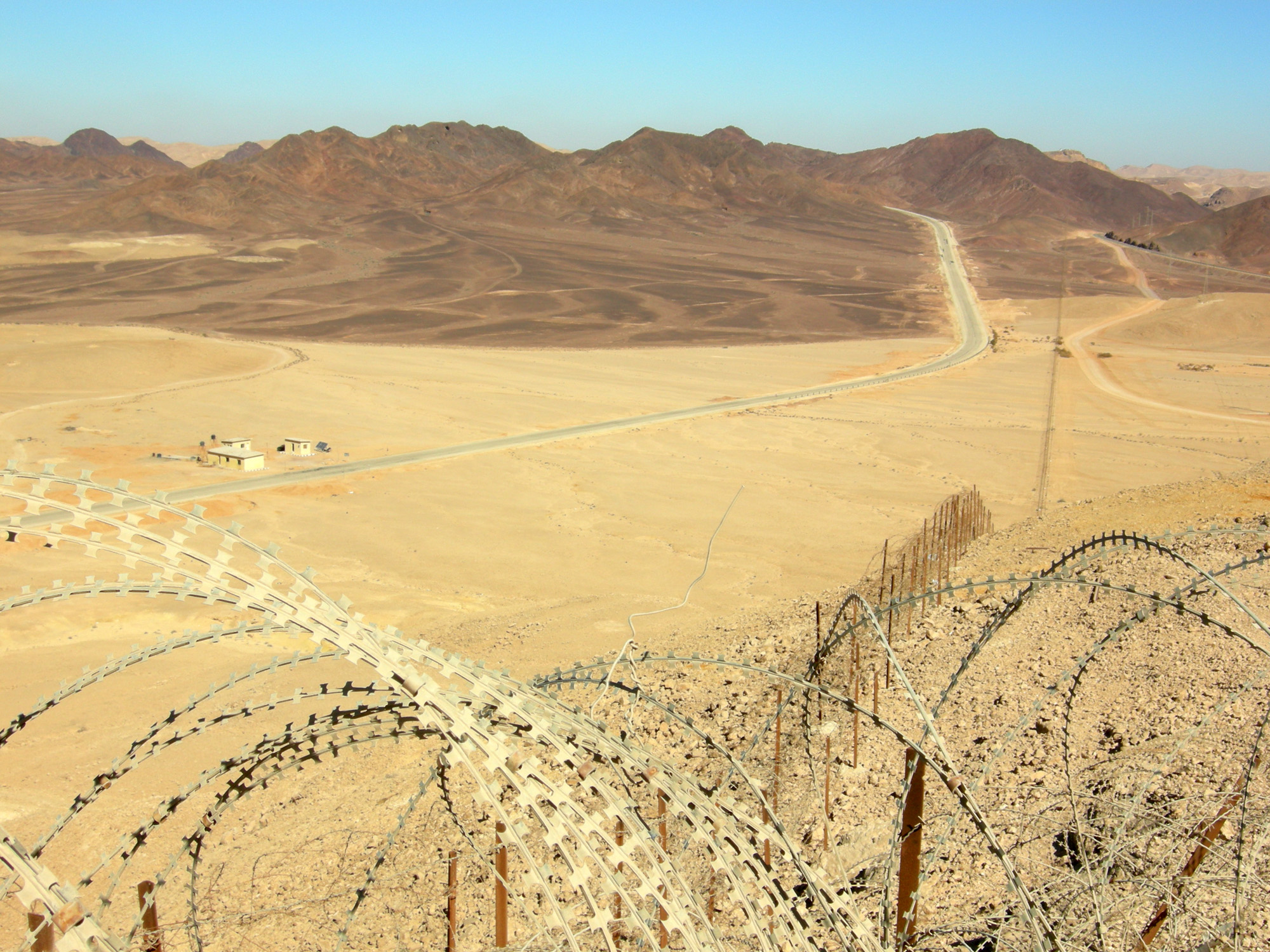
Єгипетсько-ізраїльський кордон на північ від Ейлату (Єгипет ліворуч, Ізраїль праворуч)
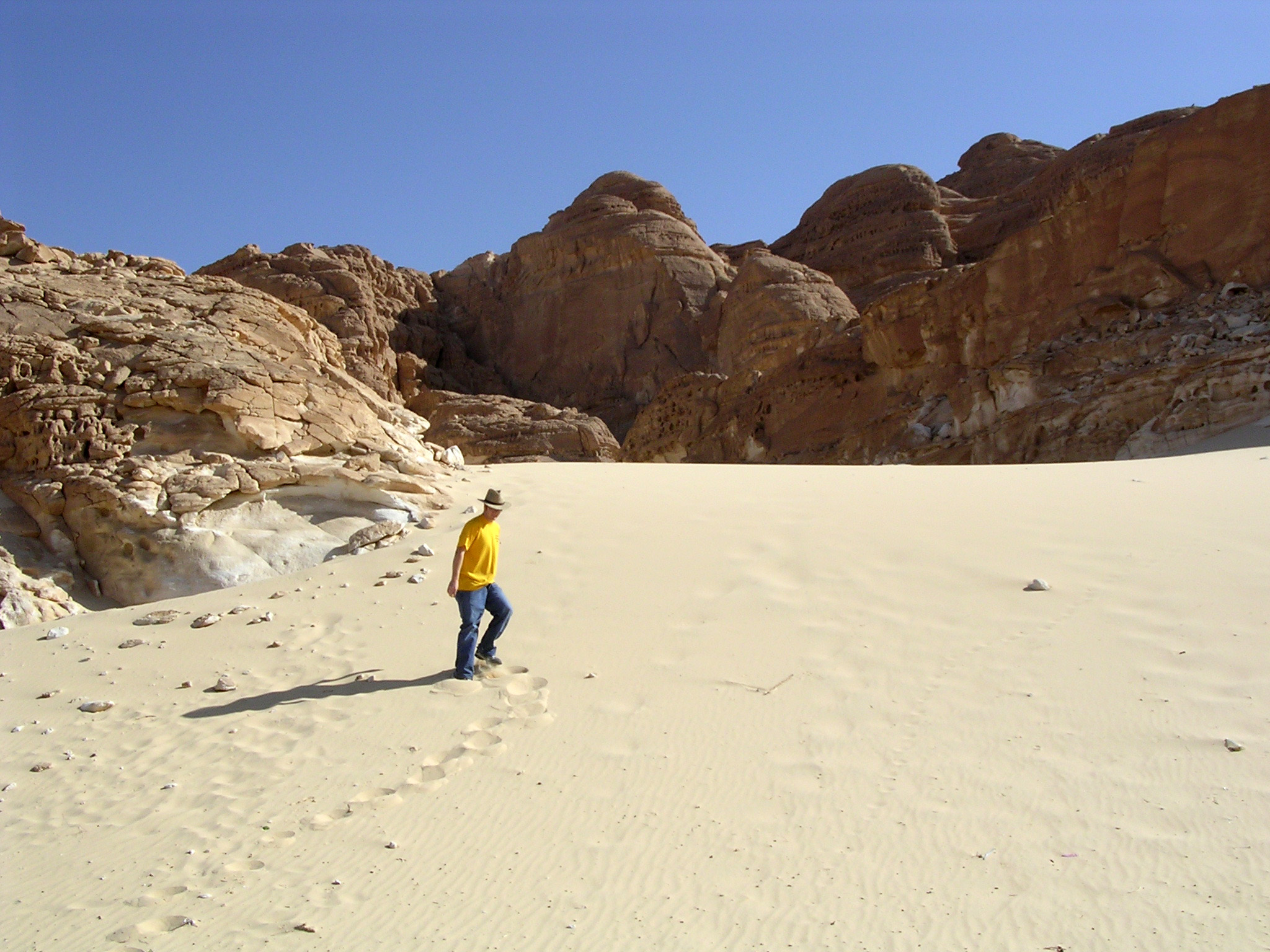
Піщана пустеля на Синаї
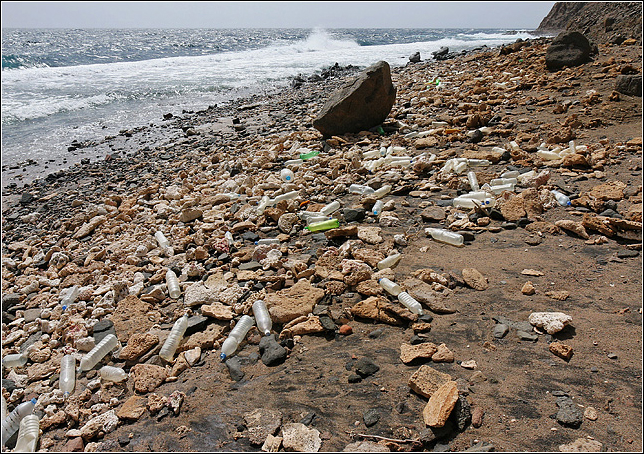
Сміття на узбережжі північніше Набека
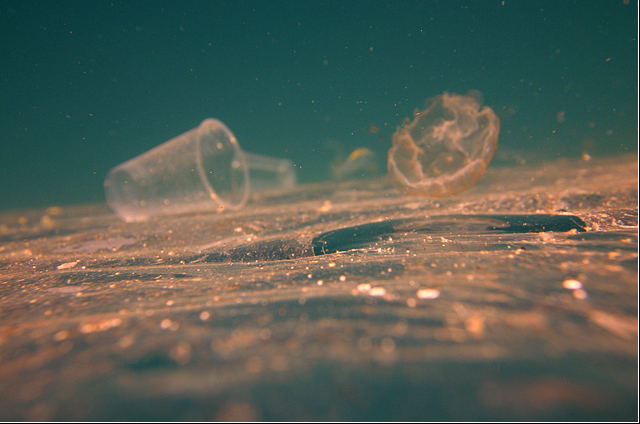
Пластикове сміття в Червоному морі